# Stefan Bogdanowicz
Stefan Bogdanowicz (zm. ok. 1366) – dynasta mołdawski.
Był synem Bogdana I, wojewody mołdawskiego, i starszym bratem Latca. Zmarł jeszcze za życia ojca, dlatego nie objął tronu.
Był dwukrotnie żonaty. Z pierwszej nieznanej bliżej żony miał syna Żurża. Z drugiego małżeństwa z Muszatą pochodzili Piotr I i Roman I, późniejsi wojewodowie mołdawscy.